# Aspilatopsis hemigrammata
Aspilatopsis hemigrammata är en fjärilsart som beskrevs av Paul Mabille 1897. Aspilatopsis hemigrammata ingår i släktet Aspilatopsis och familjen mätare. Inga underarter finns listade i Catalogue of Life.